# 第625戦略作戦飛行隊
第625戦略作戦飛行隊（だい625せんりゃくさくせんひこうたい、英語: 625th Strategic Operations Squadron)は、アメリカ空軍の核ミサイルの管理、維持を行う部隊である。

## 沿革
- 1996年4月15日 - ネブラスカ州、オファット空軍基地において「第625ミサイル作戦飛行隊」として発足。当初は空軍宇宙軍司令部に所属。
- 2007年6月14日 - 第625戦略作戦飛行隊に改編。
- 2009年12月1日 - 空軍宇宙軍司令部から空軍地球規模攻撃軍団に移管。
- 2016年10月1日 - 第595指揮統制群の隷下に再編成。
- 2017年6月1日 - 戦略自動指揮統制システム（SACCS）を第595指揮統制群の第595戦略通信隊に移管。

## 歴代運用機
- E-6B マーキュリー
- 空中発射管制システム
- LGM-30 ミニットマンⅢ ICBM